# Speiseria
Genre
Speiseria est un genre de diptères de la famille des Hippoboscidae. Les espèces de ce genre parasitent les chauves-souris.

## Liste d'espèces
Selon Catalogue of Life (9 janvier 2016) :
- Speiseria ambigua Kessel, 1925
- Speiseria magnioculus Wenzel, 1976
- Speiseria peytoni Wenzel, 1976